# Real Time with Bill Maher
Real Time with Bill Maher, även kallat Real Time, är en pratshow som sänds veckovis på HBO i USA. Programmet leds av komikern och den politiska satirikern Bill Maher. Precis som i hans tidigare program, Politically Incorrect som sändes på ABC (och innan dess, på Comedy Central), har Real Time en gästpanel som diskuterar aktuella händelser inom politik och media. Till skillnad från hans tidigare pratshower är gästerna oftast mer insatta i specifika frågor. Det är även mindre ofta som kändisar är gäster i panelen. Till skillnad från Politically Incorrect som sändes fem dagar i veckan och med förinspelade program, sänds Real Time endast en gång i veckan live. Dagen innan sändning förbereds dock showen utan gäster inför publik.
Showen är ett entimmesprogram med studiopublik. Sändningen sker från Studio 33 ("The Bob Barker Studio") i CBS Television City i Los Angeles, USA. Programmet sänds klockan 22:00 (östkusttid).